# Russische superliga B (mannen)
De Russische superliga B is de tweede divisie in het professionele basketbal in Rusland.

## Winnaars Russische superliga B
| Jaar | Goud                                                                        | Zilver                                                                      | Brons                                                                       |
| ---- | --------------------------------------------------------------------------- | --------------------------------------------------------------------------- | --------------------------------------------------------------------------- |
| 2001 | Arsenal Toela                                                               | Dinamo-Avtodor Wolgograd                                                    | Lokomotiv Novosibirsk                                                       |
| 2002 | Dinamo Moskou                                                               | Evraz Jekaterinenburg                                                       | Universitet-Joegra Soergoet                                                 |
| 2003 | Lokomotiv Novosibirsk                                                       | Metalloerg-Universitet Magnitogorsk                                         | Universitet-Joegra Soergoet                                                 |
| 2004 | Universitet-Joegra Soergoet                                                 | Metalloerg-Universitet Magnitogorsk                                         | Konti Sint-Petersburg                                                       |
| 2005 | Spartak Primorje Vladivostok                                                | Jenisej Krasnojarsk                                                         | Chimki Oblast Moskou 2                                                      |
| 2006 | Standard Toljatti                                                           | Jenisej Krasnojarsk                                                         | Metalloerg-Universitet Magnitogorsk                                         |
| 2007 | Jenisej Krasnojarsk                                                         | Unie Zaretsjny                                                              | Severstal Tsjerepovets                                                      |
| 2008 | Metalloerg-Universitet Magnitogorsk                                         | Unie Zaretsjny                                                              | Dinamo-Teplostroj Tsjeljabinsk                                              |
| 2009 | Avtodor Saratov                                                             | Metalloerg-Universitet Magnitogorsk                                         | Sibirtelecom-Lokomotiv Novosibirsk                                          |
| 2010 | Nizjni Novgorod                                                             | Sibirtelecom-Lokomotiv Novosibirsk                                          | Roeskon-Mordovija Saransk                                                   |
| 2011 | Spartak Primorje Vladivostok                                                | Universitet-Joegra Soergoet                                                 | Roeskon-Mordovija Saransk                                                   |
| 2012 | Oeral Jekaterinenburg                                                       | Universitet-Joegra Soergoet                                                 | BK Rjazan                                                                   |
| 2013 | Oeral Jekaterinenburg                                                       | Universitet-Joegra Soergoet                                                 | Avtodor Saratov                                                             |
| 2014 | Avtodor Saratov                                                             | Universitet-Joegra Soergoet                                                 | Spartak Primorje Vladivostok                                                |
| 2015 | BK Novosibirsk                                                              | Spartak Primorje Vladivostok                                                | Dinamo Moskou                                                               |
| 2016 | Sachalin Joezjno-Sachalinsk                                                 | Temp-SUMZ-UMMC Revda                                                        | Parma Perm                                                                  |
| 2017 | Universiteit-Joegra Soergoet                                                | Irkoet Irkoetsk                                                             | Spartak Primorje Vladivostok                                                |
| 2018 | Spartak Primorje Vladivostok                                                | BK Samara                                                                   | Temp-SUMZ-UMMC Revda                                                        |
| 2019 | BK Samara                                                                   | Spartak Sint-Petersburg                                                     | Temp-SUMZ-UMMC Revda                                                        |
| 2020 | competitie gestaakt en later definitief beëindigd vanwege de Coronapandemie | competitie gestaakt en later definitief beëindigd vanwege de Coronapandemie | competitie gestaakt en later definitief beëindigd vanwege de Coronapandemie |
| 2021 | BK Samara                                                                   | Oeralmasj Jekaterinenburg                                                   | Temp-SUMZ-UMMC Revda                                                        |
| 2022 | Oeralmasj Jekaterinenburg                                                   | Roena Basket Moskou                                                         | Temp-SUMZ-UMMC Revda                                                        |
| 2023 | Oeralmasj Jekaterinenburg                                                   | Roena Basket Moskou                                                         | Chimki Oblast Moskou                                                        |
| 2024 | Dinamo Vladivostok                                                          | Chimki Oblast Moskou                                                        | Temp-SUMZ-UMMC Revda                                                        |

## Winnaars aller tijden
| Club                                | Winnaars | Jaar             |
| ----------------------------------- | -------- | ---------------- |
| Spartak Primorje Vladivostok        | 3        | 2005, 2011, 2018 |
| Oeral Jekaterinenburg               | 2        | 2012, 2013       |
| Avtodor Saratov                     | 2        | 2009, 2014       |
| BK Novosibirsk                      | 2        | 2003, 2015       |
| Universitet-Joegra Soergoet         | 2        | 2004, 2017       |
| BK Samara                           | 2        | 2019, 2021       |
| Oeralmasj Jekaterinenburg           | 2        | 2022, 2023       |
| Arsenal Toela                       | 1        | 2001             |
| Dinamo Moskou                       | 1        | 2002             |
| Standard Toljatti                   | 1        | 2006             |
| Jenisej Krasnojarsk                 | 1        | 2007             |
| Metalloerg-Universitet Magnitogorsk | 1        | 2008             |
| Nizjni Novgorod                     | 1        | 2010             |
| Sachalin Joezjno-Sachalinsk         | 1        | 2016             |
| Dinamo Vladivostok                  | 1        | 2024             |